# Reskuporis I (sapejski król Tracji)
Reskuporis I (gr.: Ραισκύπορις, Raiskúporis) (zm. 42 p.n.e.) – sapejski król Tracji od ok. 48 p.n.e. Syn Kotysa I, sapejskiego króla Tracji.
W roku 48 p.n.e. Reskuporis zanim stał się królem, dowodził 200 konnym korpusem wojsk pomocniczych w imieniu swego ojca Kotysa I. Był wysłany do Dyrrachium celem pomocy triumwirowi rzymskiemu Pompejuszowi w rzymskiej wojnie domowej przeciw innemu triumwirowi, Juliuszowi Cezarowi. Tego roku, po śmierci ojca, Reskuporis I stał się sapejskim królem Tracji. W innej wojnie, która przyniosła śmierć Cezarowi, pomagał Gajuszowi Kasjuszowi z 3000 żołnierzami kawalerii. Raskos, młodszy jego brat, na czele równej wielkości kawalerii, objął stronę triumwirów. Po zwycięstwie pod Filippi, Reskuporis uratował swe życie dzięki Raskosowi. Bracia oddali bowiem sobie nawzajem dobrą usługę. Kiedy droga z Azji do Macedonii, przez Aenos i Maroneję, była zajęta przez należące do triumwirów legiony, Reskuporis, w którego zwierzchnictwie były przełęcze, prowadził armię Brutusa i Kasjusza drogą przez las, znaną tylko sobie i bratu. Raskos, z drugiej strony, dzięki znajomości terenu, dostrzegł marsz nieprzyjaciela, i uratował swoich sprzymierzeńców od odcięcia tyłów.